# Zbigniew Blichewicz
Zbigniew Blichewicz ps. „Szczerba” (ur. 14 maja 1912 w Sulejowie, zm. 16 października 1959 w Monachium) – polski aktor.

## Życiorys

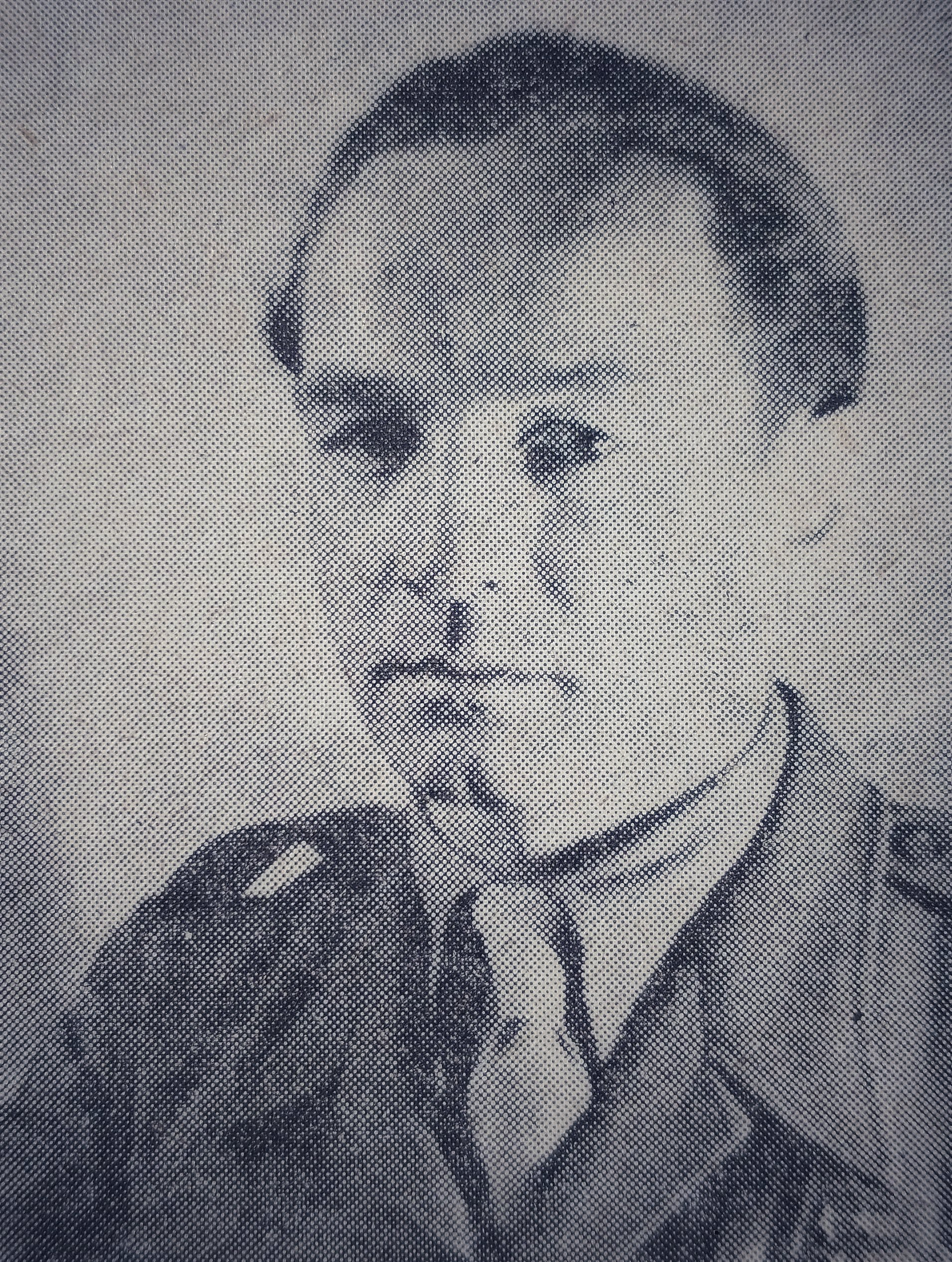
Blichewicz jako żołnierz batalionu "Bończa" Armii Krajowej

W latach 1924–33 uczęszczał do Państwowego Gimnazjum im. ks. Józefa Poniatowskiego w Łowiczu. Członek ZHP. Po zdaniu matury w 1934 studiował w Państwowym Instytucie Sztuki Teatralnej w Warszawie, który ukończył w 1937. W sezonie 1937/38 aktor w Teatrze Miejskim w Kaliszu. Od 1938 w Teatrze Kameralnym w Warszawie i Teatrze Miejskim w Wilnie.
Porucznik w czasie powstania warszawskiego, dowódca kompanii i batalionu „Bończa”. Kawaler Orderu Virtuti Militari za dwukrotne odbicie katedry św. Jana. Po powstaniu w niewoli niemieckiej, w obozach Oflag XIB Fallingbosteel, Stalag XI C Bergen Belsen, Oflag II D Gross-Born, Stalag X B Sandbostel i Oflab X C Lübeck.
Po wyzwoleniu występował w teatrze objazdowym 2 Korpusu Polskiego oraz w polskim zespole w Londynie. Z Wielkiej Brytanii wyjechał do Stanów Zjednoczonych. W ostatnim okresie życia pracował w Radio Wolna Europa w Monachium. Zmarł śmiercią samobójczą.
W roku 2009 wydawnictwo Archiwum Akt Nowych wydało jego wspomnienia-reportaż pt. Tryptyk powstańczych wspomnień z podtytułem: Dni „Krwi i chwały” czy obłędu i nonsensu. Książka otrzymała nominację do Książki Historycznej Roku Tygodnika „Polityka”.